# Phorbas (père de Diomédé)
Pour les articles homonymes, voir Phorbas.
Dans la mythologie grecque, Phorbas (en grec ancien Φόρβας / Phorbas) est un roi de Lesbos, alors carienne selon Zénodote. 

## Mythologie
Allié de Priam, il se montre très hostile aux Grecs et sert de magasin pour Troie assiégée. Par conséquent, Achille envahit son royaume, le tue et emporte sa fille Diomédé comme concubine,,.